# Ctenomys rionegrensis
Ctenomys rionegrensis là một loài động vật có vú trong họ Ctenomyidae, bộ Gặm nhấm. Loài này được Langguth & Abella mô tả năm 1970.